# Pineuilh
Pineuilh [pinœj] est une commune du Sud-Ouest de la France, située dans le département de la Gironde, en région Nouvelle-Aquitaine.

## Géographie

### Localisation
Pineuilh est la plus peuplée des communes du canton du Réolais et des Bastides  et compte 4 307 habitants au 1er janvier 2014. Commune de la Gironde, sur les bords de la Dordogne (rivière), Pineuilh se situe aux portes du Périgord et à quelques kilomètres du Pays de Duras (Lot-et-Garonne). L'INSEE rattache Pineuilh à l'agglomération de Bergerac (unité urbaine de Bergerac).
La commune enserre la bastide de Sainte-Foy-la-Grande, dans la plaine de la Dordogne et s'étend jusque sur les coteaux, constituant une transition entre la plaine alluviale et le plateau viticole de l'Entre-deux-Mers.

### Communes limitrophes
Pineuilh est limitrophe de sept autres communes, dont Port-Sainte-Foy-et-Ponchapt du département de la Dordogne en deux endroits disjoints, au nord et à l'ouest-nord-ouest, séparés par Sainte-Foy-la-Grande.
| Sainte-Foy-la-Grande                   | Port-Sainte-Foy-et-Ponchapt (Dordogne) | Saint-Avit-Saint-Nazaire  |
| Port-Sainte-Foy-et-Ponchapt (Dordogne) | Pineuilh                               | Saint-Philippe-du-Seignal |
| Saint-André-et-Appelles                | La Roquille                            | Ligueux                   |

### Géologie
La basse plaine de la Dordogne, dans laquelle se situe la plus grande partie de Pineuilh est constituée d'alluvions modernes. Ces alluvions sont formées de limons argilo-sableux et de graviers où l'élément quartzeux prédomine.
Au pied des coteaux, on trouve des alluvions anciennes qui se présentent à l'état de bandes étroites. Elles sont formées de dépôts en partie décalcifiés et rubéfiés (argiles sableuses et graviers siliceux, quartz, silex, granites, quelques galets de basalte).
Les parties moyennes et inférieures des coteaux sont constituées de molasses de l'éocène supérieur. Elles forment avec la molasse du Fronsadais la pente des coteaux. Cette dernière est composée de sables plus ou moins grossiers, parfois accompagnés de grès, ou d'une argile généralement chargée de sables quartzeux et micacés.
La partie supérieure des coteaux est boisée, elle est constituée d'une barre rocheuse le calcaire de Castillon : calcaire lacustre blanchâtre de l'oligocène inférieur.

### Climat
Pour des articles plus généraux, voir Climat de la Nouvelle-Aquitaine et Climat de la Gironde.
Historiquement, la commune est exposée à un climat océanique aquitain.  
En 2020, Météo-France publie une typologie des climats de la France métropolitaine dans laquelle la commune est exposée à un climat océanique et est dans la région climatique  Aquitaine, Gascogne, caractérisée par une pluviométrie abondante au printemps, modérée en automne, un faible ensoleillement au printemps, un été chaud (19,5 °C), des vents faibles, des brouillards fréquents en automne et en hiver et des orages fréquents en été (15 à 20 jours).
Pour la période 1971-2000, la température annuelle moyenne est de 12,9 °C, avec une amplitude thermique annuelle de 15,1 °C. Le cumul annuel moyen de précipitations est de 792 mm, avec 11,5 jours de précipitations en janvier et 6,2 jours en juillet. Pour la période 1991-2020, la température moyenne annuelle observée sur la station météorologique la plus proche, située sur la commune de Port-Sainte-Foy-et-Ponchapt à 2 km à vol d'oiseau, est de 13,8 °C et le cumul annuel moyen de précipitations est de 809,4 mm,. Pour l'avenir, les paramètres climatiques de la commune estimés pour 2050 selon différents scénarios d’émission de gaz à effet de serre sont consultables sur un site dédié publié par Météo-France en novembre 2022.

### Milieux naturels et biodiversité

#### Natura 2000
La Dordogne est un site du réseau Natura 2000 limité aux départements de la Dordogne et de la Gironde, et qui concerne les 104 communes riveraines de la Dordogne, dont Pineuilh,. Seize espèces animales et une espèce végétale inscrites à l'annexe II de la directive 92/43/CEE de l'Union européenne y ont été répertoriées.

#### ZNIEFF
Pineuilh fait partie des 102 communes concernées par la zone naturelle d'intérêt écologique, faunistique et floristique (ZNIEFF) de type II « La Dordogne »,, dans laquelle ont été répertoriées huit espèces animales déterminantes et cinquante-sept espèces végétales déterminantes, ainsi que quarante-trois autres espèces animales et trente-neuf autres espèces végétales.

## Urbanisme

### Typologie
Au 1er janvier 2024, Pineuilh est catégorisée petite ville, selon la nouvelle grille communale de densité à sept niveaux définie par l'Insee en 2022.
Elle appartient à l'unité urbaine de Bergerac, une agglomération inter-départementale regroupant 22  communes, dont elle est une commune de la banlieue,,. Par ailleurs la commune fait partie de l'aire d'attraction de Pineuilh, dont elle est la commune-centre,. Cette aire, qui regroupe 16 communes, est catégorisée dans les aires de moins de 50 000 habitants,.

### Occupation des sols

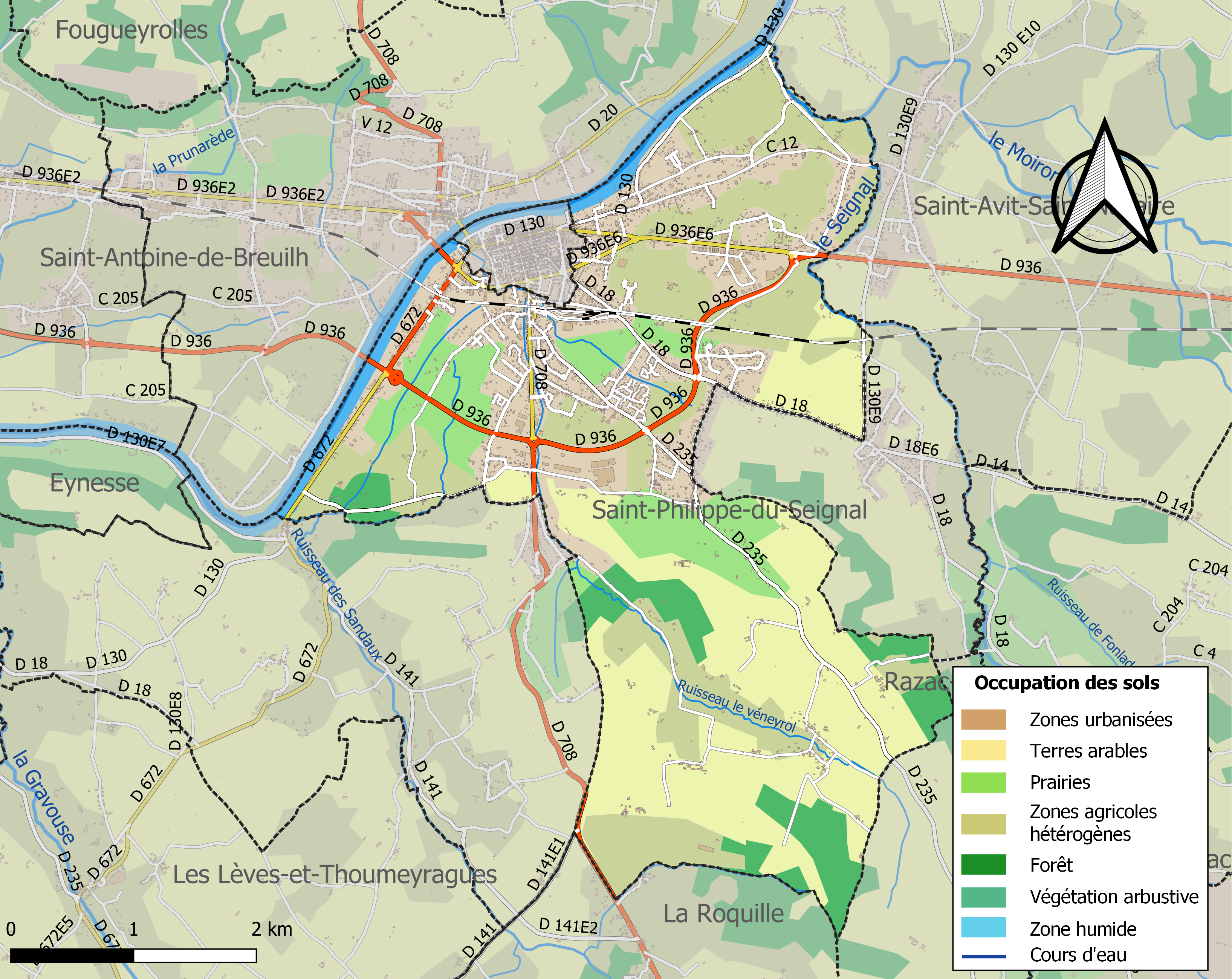
Carte des infrastructures et de l'occupation des sols de la commune en 2018 (CLC).

L'occupation des sols de la commune, telle qu'elle ressort de la base de données européenne d’occupation biophysique des sols Corine Land Cover (CLC), est marquée par l'importance des territoires agricoles (65,6 % en 2018), en diminution par rapport à 1990 (75,2 %). La répartition détaillée en 2018 est la suivante : 
cultures permanentes (27,7 %), zones agricoles hétérogènes (27,6 %), zones urbanisées (19,4 %), prairies (10,2 %), forêts (7,3 %), zones industrielles ou commerciales et réseaux de communication (5,4 %), eaux continentales (2,4 %). L'évolution de l’occupation des sols de la commune et de ses infrastructures peut être observée sur les différentes représentations cartographiques du territoire : la carte de Cassini (XVIIIe siècle), la carte d'état-major (1820-1866) et les cartes ou photos aériennes de l'IGN pour la période actuelle (1950 à aujourd'hui).

### Risques majeurs
Le territoire de la commune de Pineuilh est vulnérable à différents aléas naturels : météorologiques (tempête, orage, neige, grand froid, canicule ou sécheresse), inondations, mouvements de terrains et séisme (sismicité très faible). Il est également exposé à un risque technologique, la rupture d'un barrage. Un site publié par le BRGM permet d'évaluer simplement et rapidement les risques d'un bien localisé soit par son adresse soit par le numéro de sa parcelle.

#### Risques naturels
La commune fait partie du territoire à risques importants d'inondation (TRI) de Bergerac, regroupant les 22 communes (15 en Dordogne et 7 en Gironde) concernées par un risque de débordement de la Dordogne, un des 18 TRI qui ont été arrêtés fin 2012 sur le bassin Adour-Garonne. Les événements significatifs antérieurs à 2014 sont la crue de 1843 (4 100 m3/s à Bergerac, la crue de référence historique de période de retour au moins centennale), les crues de 1912, 1944 et 1952 (période de retour de 50 ans) et les crues de 1982 et 1994 (période de retour de 20 ans). Des cartes des surfaces inondables ont été établies pour trois scénarios : fréquent (crue de temps de retour de 10 ans à 30 ans), moyen (temps de retour de 100 ans à 300 ans) et extrême (temps de retour de l'ordre de 1 000 ans, qui met en défaut tout système de protection). La commune a été reconnue en état de catastrophe naturelle au titre des dommages causés par les inondations et coulées de boue survenues en 1982, 1993, 1999, 2008 et 2009,.
Les mouvements de terrains susceptibles de se produire sur la commune sont des éboulements, chutes de pierres et de blocs.

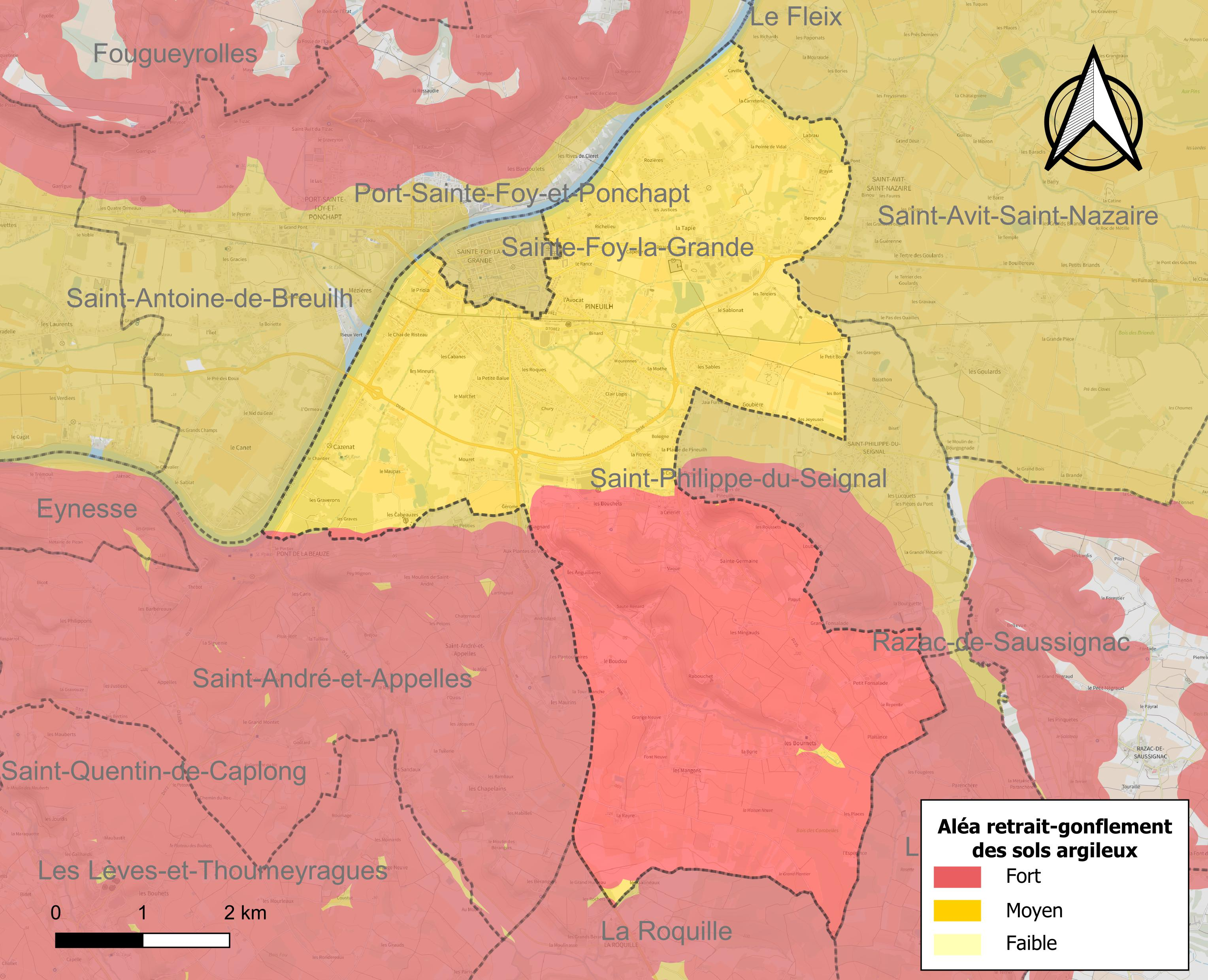
Carte des zones d'aléa retrait-gonflement des sols argileux de Pineuilh.

Le retrait-gonflement des sols argileux est susceptible d'engendrer des dommages importants aux bâtiments en cas d’alternance de périodes de sécheresse et de pluie. 99,8 % de la superficie communale est en aléa moyen ou fort (67,4 % au niveau départemental et 48,5 % au niveau national). Sur les 2 074 bâtiments dénombrés sur la commune en 2019, 2 074 sont en aléa moyen ou fort, soit 100 %, à comparer aux 84 % au niveau départemental et 54 % au niveau national. Une cartographie de l'exposition du territoire national au retrait gonflement des sols argileux est disponible sur le site du BRGM,.
Par ailleurs, afin de mieux appréhender le risque d’affaissement de terrain, l'inventaire national des cavités souterraines permet de localiser celles situées sur la commune.
Concernant les mouvements de terrains, la commune a été reconnue en état de catastrophe naturelle au titre des dommages causés par la sécheresse en 2005, 2011, 2012, 2015 et 2017, par des mouvements de terrain en 1999 et par des glissements de terrain en 1993.

#### Risques technologiques
La commune est en outre située en aval du  barrage de Bort-les-Orgues, un ouvrage sur la Dordogne de classe A soumis à PPI, disposant d'une retenue de 477 millions de mètres cubes. À ce titre elle est susceptible d’être touchée par l’onde de submersion consécutive à la rupture de cet ouvrage.

## Toponymie
Il était traditionnellement admis que le nom Pineuilh avait une origine celtique signifiant « Pointe du roc »[réf. nécessaire].
Le dictionnaire Le Robert propose quant à lui une autre explication : on trouve, en effet, dans les textes les plus anciens le nom Pinolio (cf. infra) qui viendrait du gaulois ialo (la clairière) et du latin pinus (le pin). Le nom Pinolio signifierait donc « la clairière des pins ».
Jusqu'au XVIIe siècle, on écrivait Pineil, parfois Pineuilh et, au XVIIIe siècle, on trouve Pineuil. L'orthographe actuelle Pineuilh est donc relativement récente.
En gascon, le nom de la commune est Pinuelh.

## Histoire

### Préhistoire
Les récentes recherches archéologiques attestent que la plaine de Pineuilh a été occupée dès le Néolithique final. On peut supposer qu'un hameau a été implanté à cette période.
De même, des indices d'occupation remontent au Bronze final. Toutefois ces indices ne s'accordent pas avec un habitat permanent et semblent plutôt relever d'activités saisonnières.

### L'époque gallo-romaine
En 1851, les découvertes de l'abbé Audierne attestent d'une occupation du site à l'époque gallo-romaine : « Nous y avons retiré plusieurs médailles romaines du Haut-Empire... [et] quelques fragments de statues ». De manière générale, des vestiges d'habitat ont été trouvés disséminés le long de la Dordogne.
En dehors de ces informations archéologiques, nous ne disposons d'aucun élément précis sur cette période.

### Moyen Âge et Ancien Régime
La période féodale et l'Ancien Régime.
En 2002-2003 a été fouillé sur le territoire de Pineuilh, dans un site gorgé d'eau au lieu-dit La Mothe, un habitat remontant à la fin du Xe siècle. Il s'agit des vestiges d'une motte castrale de 30 mètres de diamètre entourée d'un fossé que traversait une passerelle en rondins d'aulne sur poteaux de chêne donnant accès au bâtiment de terre et bois. Dans le mobilier retrouvé, il y a abondance de fers à cheval et de pièces de harnachement et d'armement, ainsi que deux pions provenant de deux jeux d'échecs différents. Une des pièces en ivoire d'éléphant a sa réplique exacte à Samarcande (Ouzbékistan)[réf. nécessaire]. Seule la moitié orientale de la petite enceinte circulaire fossoyée installée dans un bras mort de la Dordogne a été dégagée. Le site fondé au Xe siècle a été transformé en motte dans le courant du XIe siècle.
La paroisse de Pineuilh. Sous l'Ancien Régime, Pineuilh était une paroisse de l'Agenais limitée, au nord et à l'est par les diocèses de Périgueux et de Sarlat. Le premier document prouvant le rattachement de la paroisse de Pineuilh au diocèse d'Agen est le Cartulaire de Conques (cf. infra) datant du XIe siècle. Par contre, nous ne disposons pas d'éléments nous permettant de déterminer à quelle période Pineuilh est passée sous l'influence agenaise. Au XIe siècle, le diocèse d'Agen est organisé en trois archidiaconés. Pineuilh fut intégrée dans l'archidiaconé de Besaume dont le siège se situait au Mas-d'Agenais. Le nom de l'église apparaît pour la première fois dans le Cartulaire de Conques : Sanctus Martinus de Braigs (Saint Martin de Braigs).
Le château de Pineuilh. Nous savons peu de choses du château de Pineuilh qui apparaît pour la première fois en 1168 dans le Grand Cartulaire de l'abbaye de La Sauve-Majeure sous le terme de castrum. Le château aurait été édifié sur le promontoire naturel qui se dresse au-dessus du bourg et de l'église, à environ 90 mètres d'altitude, et du haut duquel on domine la boucle de la Dordogne et toute la plaine entre Sainte-Foy-la-Grande et Gardonne.
De même, de fortes incertitudes demeurent quant à la place des seigneurs de Pineuilh dans le système de vassalité du Moyen Âge. Le fait que les Bouville aient été seigneurs de Pineuilh peut laisser supposer que Pineuilh était rattachée à la vicomté de Besaume. Les Bouville furent eux-mêmes vicomtes de Besaume pendant un temps. De même cette hypothèse offre une certaine cohérence avec le rattachement de la paroisse à l'archidiaconé de Besaume même si ces deux notions doivent être distinguées.
La donation à l'abbaye de Conques. Les plus anciens documents concernant Pineuilh se trouvent dans le Cartulaire de Conques, rédigé entre 1074 et 1076. Il y est fait état d'un don consenti par Falco de Barta (ou Falcon de la Barde) qui abandonne en alleu à l'abbaye de Conques (cf. l'article sur l'abbatiale Sainte-Foy de Conques), abbaye bénédictine du Rouergue), l'église « Sanctus Martinus de Braxis de Pinolio » (Saint-Martin-de-Braigs de Pineuilh) avec tout le fief presbytéral en dépendant. Falcon de la Barde accorde en 1076 un second don à l'abbaye de Conques, son manse du Veneyrol, à charge d'y bâtir une église.
La fondation de la bastide de Sainte-Foy. Ce manse fait l'objet d'une seconde donation au XIIIe siècle. Alphonse de Poitiers, frère du roi de France Saint Louis, avait épousé la fille de Raymond VII, comte de Toulouse. À la mort de ce dernier, il devint le maître de l'Agenais dont dépendait Pineuilh et les paroisses voisines. Il saisit tout de suite l'intérêt de ce territoire qui s'enfonçait tel un coin dans les possessions aquitaines du roi d'Angleterre. En 1255, Alphonse de Poitiers obtint donc du prieur de « Sainte-Foy près de Pineuilh » la cession du terrain nécessaire à la construction d'une bastide. Ce terrain devait correspondre à peu près à l'ancien manse du Veneyrol de Falcon de la Barde.
Il convint dès lors de régler les relations entre la bastide de Sainte-Foy, placée sous la protection directe du comte de Poitiers, et les alentours de la nouvelle bastide dépendants de seigneurs locaux, d'autant que les habitants de la bastide disposaient de privilèges, ce qui pouvait inciter les populations avoisinantes à s'installer dans l'enceinte de la bastide. Aussi, le prieur de Sainte-Foy avait prévu que ses hommes demeurant hors les enceintes et leurs descendants ne seraient pas reçus dans la bastide. De leur côté, Ysarn et Arnaud de Boville, seigneurs de Pineuilh, conservaient leur droit de justice à l'intérieur de leur château et sur leurs hommes. Ils continuaient à percevoir les droits de péage, cens...

### Époque contemporaine

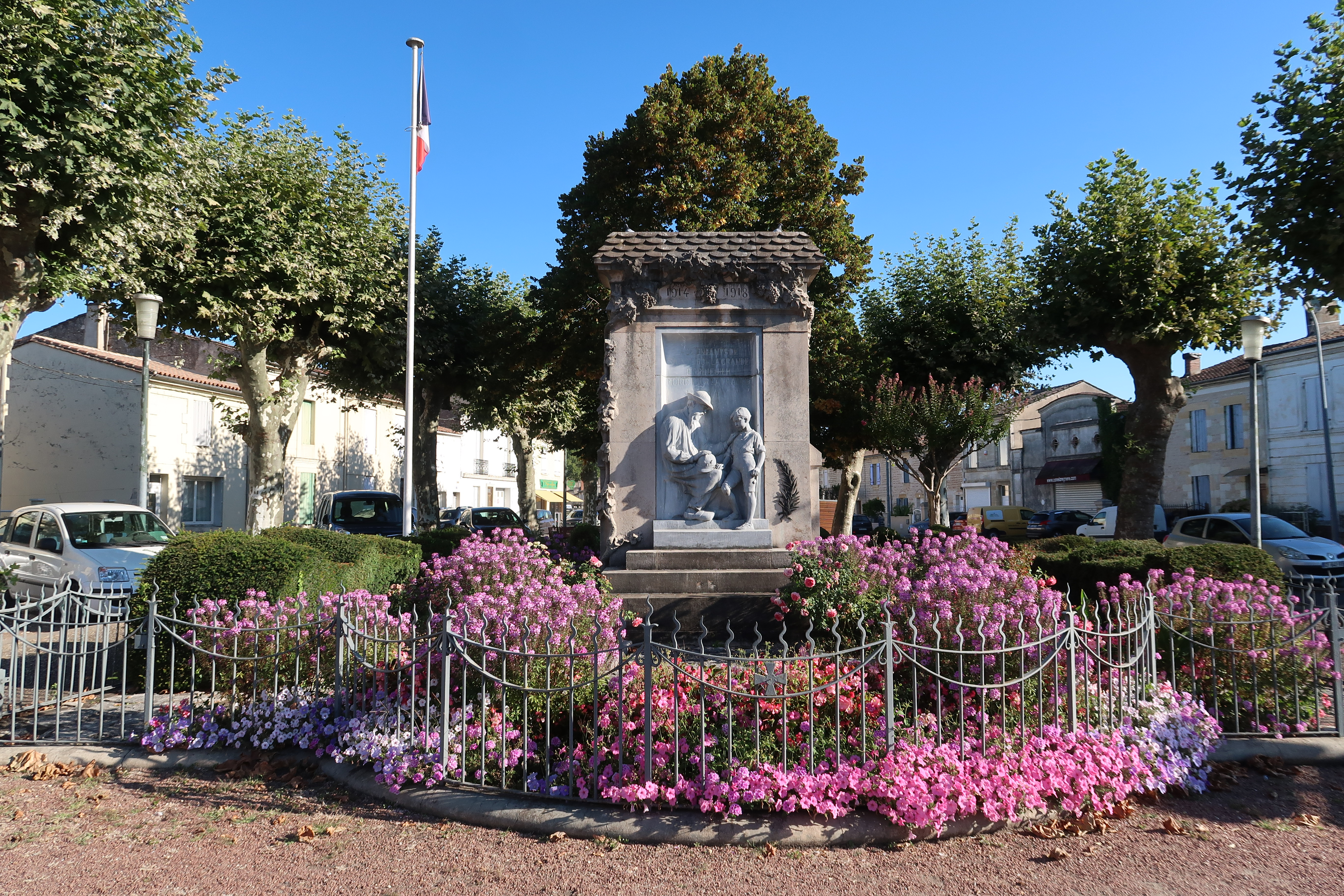
Le monument aux morts de la Première Guerre mondiale commun avec Sainte-Foy-la-Grande, place Aristide-Briand.

En 1919, le maire de Sainte-Foy-la-Grande Ernest Flageol annonce l'édification future d’un monument aux morts de la Première Guerre mondiale, désirant qu'il soit commun avec Pineuilh. Le projet traîne cependant en longueur ; initialement confié au sculpteur Marcel Bouraine, il échoit finalement à Jean Camus. Au sein du monument est incrustée une sculpture figurant, selon le contrat établi à l'époque, le « seuil d’un foyer dont le fils est parti là-bas pour toujours… Sur le seuil restent l’aïeul et le petit ; un casque troué sur le genou, l’aïeul lègue à l’orphelin le culte du passé héroïque que, plus tard à son tour l’enfant transmettra ». Au dos sont gravés 86 noms de Foyens (dont une femme) et 52 habitants de Pineuilh. Il est inauguré en 1924, face à l'école élémentaire (sur l'actuelle place Aristide-Briand) afin, selon le projet initial de perpétuer « de façon durable aux yeux et au cœur des générations futures le souvenir de cette période de trouble mondial et de sacrifice si noblement acceptés par leurs aînés ».

## Politique et administration

### Liste des maires

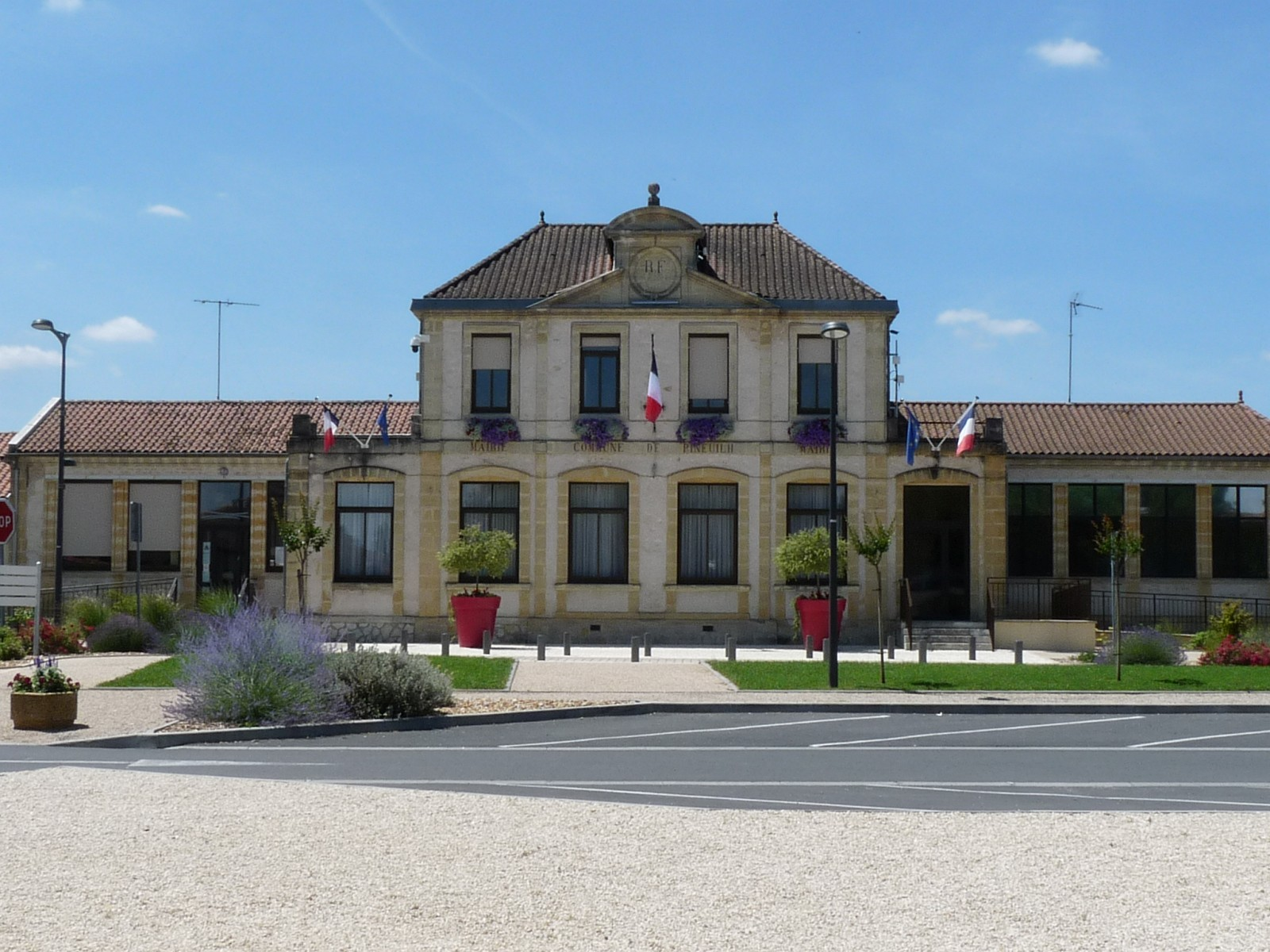
La mairie en 2015.
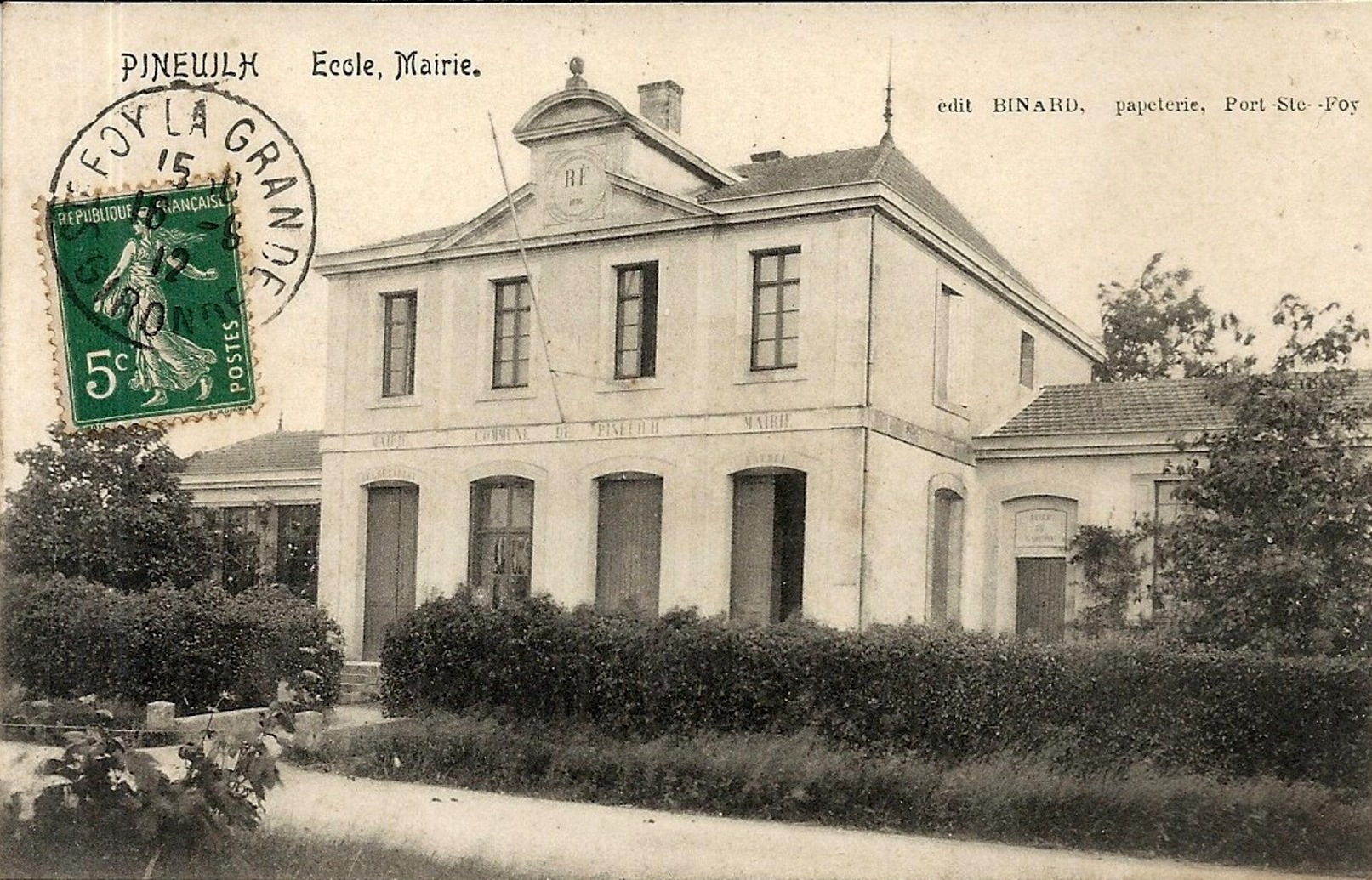
La mairie dans les années 1900.

En 1920, le maire est Elie Geneste.

## Population et société

### Démographie
Ses habitants sont appelés les Pineuilhais.
L'évolution du nombre d'habitants est connue à travers les recensements de la population effectués dans la commune depuis 1800. Pour les communes de moins de 10 000 habitants, une enquête de recensement portant sur toute la population est réalisée tous les cinq ans, les populations de référence des années intermédiaires étant quant à elles estimées par interpolation ou extrapolation. Pour la commune, le premier recensement exhaustif entrant dans le cadre du nouveau dispositif a été réalisé en 2008.

En 2022, la commune comptait 4 447 habitants, en évolution de +2,07 % par rapport à 2016 (Gironde : +6,91 %, France hors Mayotte : +2,11 %).
| 1800  | 1806  | 1821  | 1831  | 1836  | 1841  | 1846  | 1851  | 1856  |
| ----- | ----- | ----- | ----- | ----- | ----- | ----- | ----- | ----- |
| 1 002 | 1 170 | 1 147 | 1 018 | 1 063 | 1 027 | 1 043 | 1 134 | 1 123 |

| 1861  | 1866  | 1872  | 1876  | 1881  | 1886  | 1891  | 1896  | 1901  |
| ----- | ----- | ----- | ----- | ----- | ----- | ----- | ----- | ----- |
| 1 229 | 1 243 | 1 269 | 1 341 | 1 290 | 1 256 | 1 309 | 1 336 | 1 390 |

| 1906  | 1911  | 1921  | 1926  | 1931  | 1936  | 1946  | 1954  | 1962  |
| ----- | ----- | ----- | ----- | ----- | ----- | ----- | ----- | ----- |
| 1 463 | 1 504 | 1 330 | 1 572 | 1 584 | 1 854 | 2 079 | 2 089 | 2 514 |

| 1968  | 1975  | 1982  | 1990  | 1999  | 2006  | 2008  | 2013  | 2018  |
| ----- | ----- | ----- | ----- | ----- | ----- | ----- | ----- | ----- |
| 3 057 | 3 493 | 3 542 | 3 512 | 3 645 | 4 072 | 4 195 | 4 300 | 4 432 |

| 2022  | - | - | - | - | - | - | - | - |
| ----- | - | - | - | - | - | - | - | - |
| 4 447 | - | - | - | - | - | - | - | - |

### Enseignement

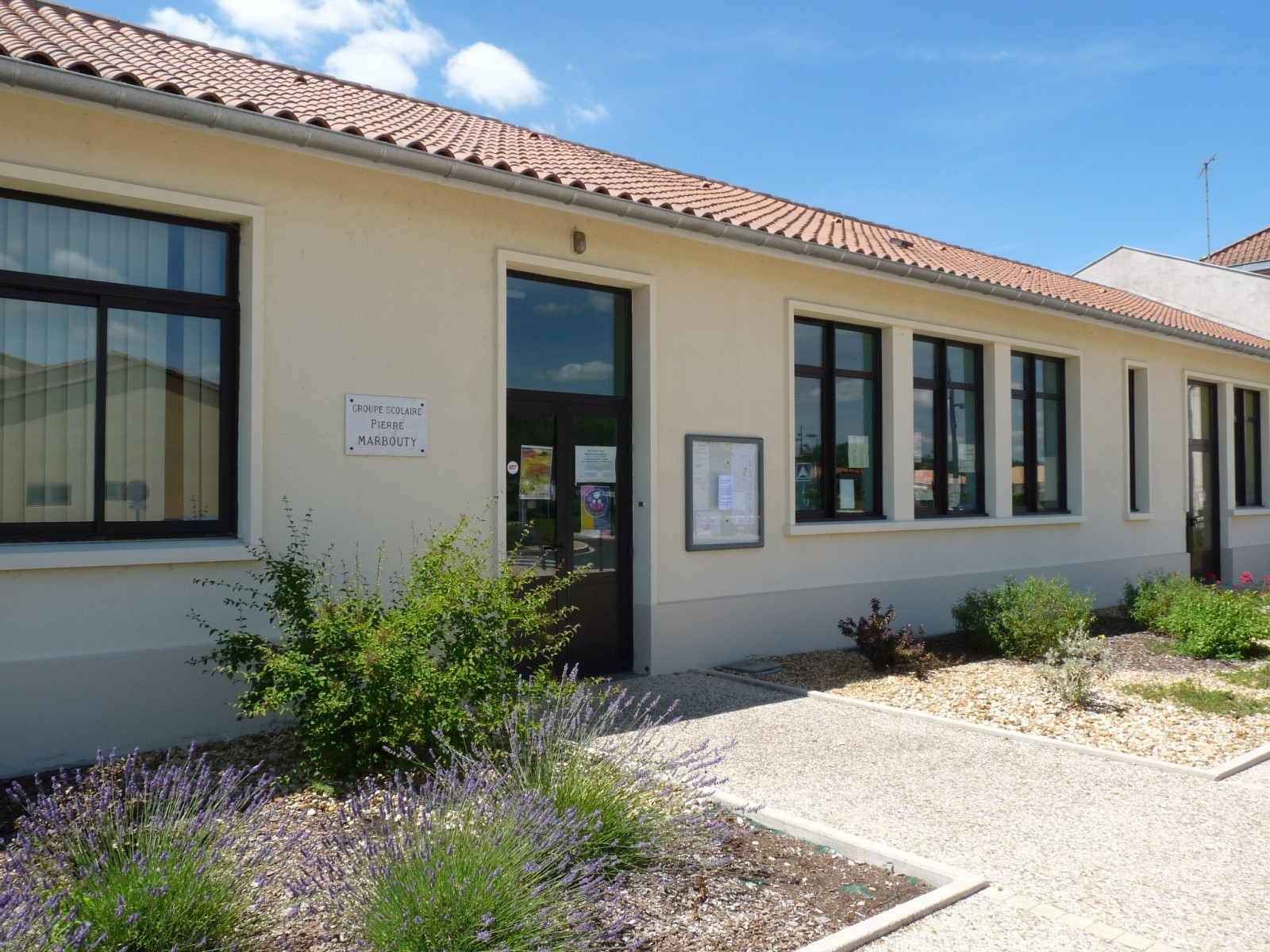
Groupe scolaire Pierre-Marbouty.

## Économie

### Commerces
La place du Général-de-Gaulle regroupe des petits commerces.
En 2012 ouvre le centre commercial Leclerc Grand Pineuilh. Situé dans la zone commerciale des Bouchets, près de la rocade, il succède à deux plus petites structures, à Pineuilh-Arbalestrier et dans la commune voisine de Port-Sainte-Foy-et-Ponchapt.

## Culture locale et patrimoine

### Lieux et monuments
- L'église paroissiale Saint-Martin, fut amplement restaurée et agrandie à la fin du XIXe siècle, puis de nouveau entièrement restaurée extérieurement au printemps 2017.
- Le moulin du lieu-dit les Bournets.
- Les lavoirs ruraux des lieux-dits les Mangons et les Bournets.
- Les communes de Sainte-Foy-la-Grande et Pineuilh ont la particularité d'avoir un monument aux morts commun, situé sur le territoire de la bastide foyenne.

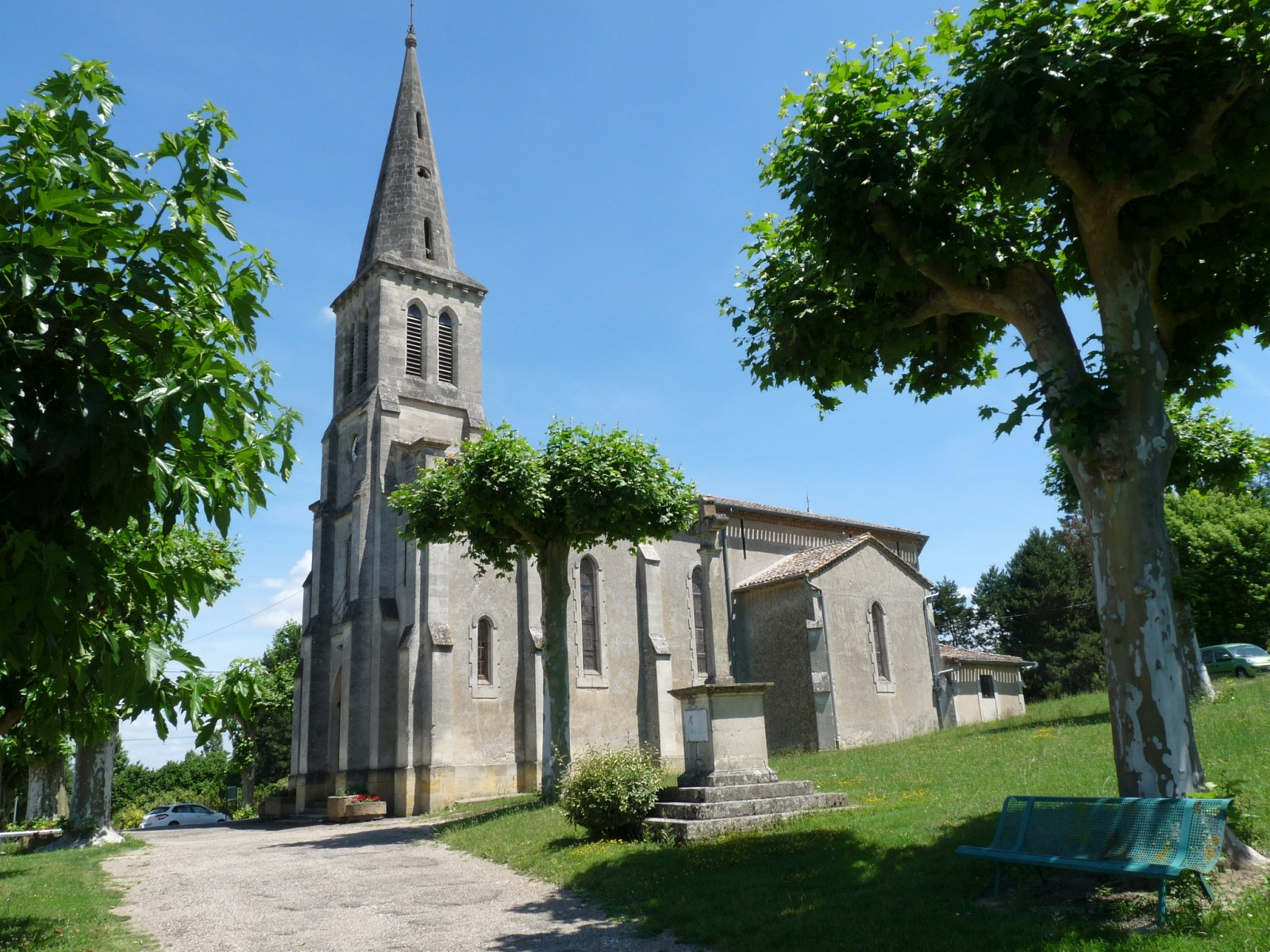
L'église Saint-Martin.
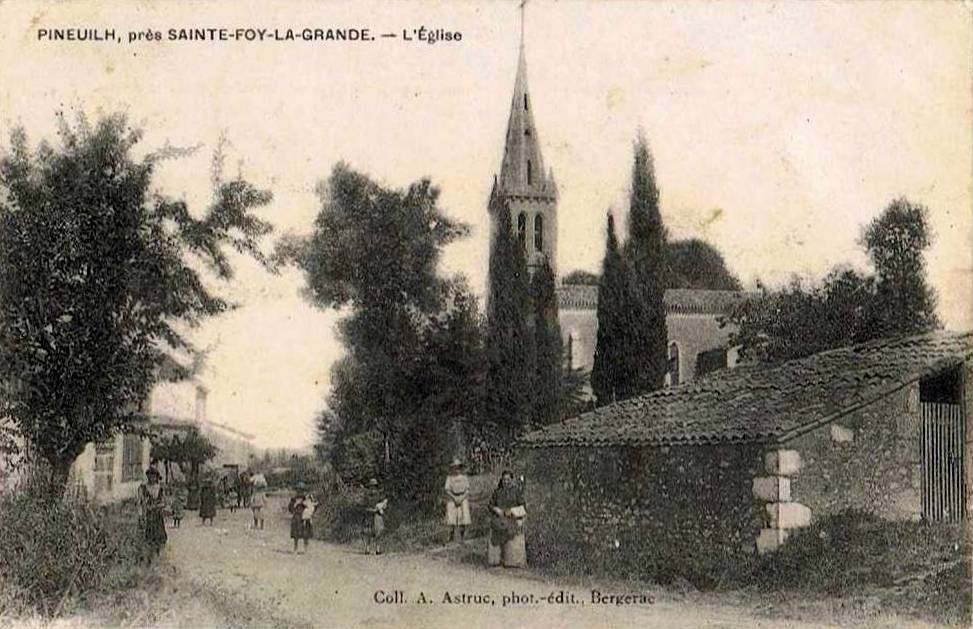
L'église sur une carte postale ancienne.
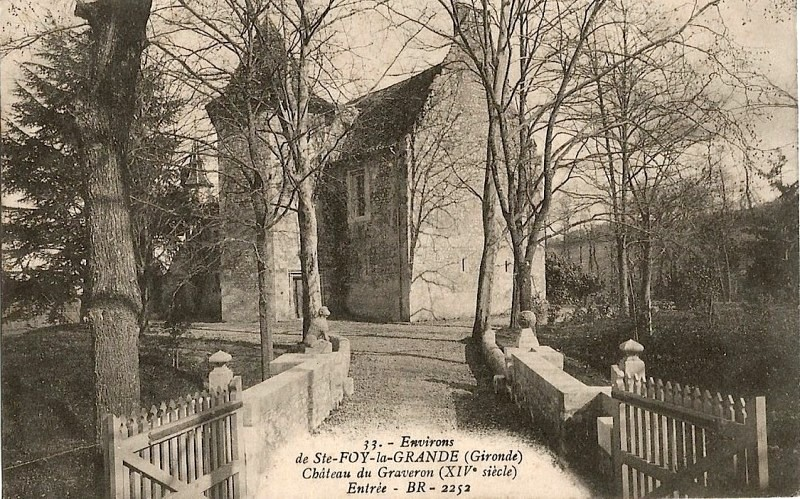
Le château Graveron.

### Personnalités liées à la commune
- Roger Lanrezac dit Roger Lanzac (1920-1996), homme de télévision et de spectacle, fondateur du cirque éponyme.
- Marguerite Plaisir, enseignante, auteur d'un ouvrage autobiographique Gens de Pineuilh ainsi que d'un second ouvrage intitulé Lettre à Bobo, hommage posthume à un jeune de Pineuilh mort, par manque de soins, en prison à Fresnes, à l'âge de 22 ans. Ces deux ouvrages sont publiés aux éditions La Fontaine secrète.
- Pierre-Raymond Villemiane, coureur cycliste né le 12 mars 1951 à Pineuilh.

### Héraldique
| Blason de Pineuilh | Blason  | Parti, au premier d'azur aux vestiges de château du lieu d'or maçonné de sable posé sur une colline isolée de sinople, au deuxième de gueules au pin maritime d'or, au chef de sinople chargé d'une couronne de baron d'or. |
| Blason de Pineuilh | Détails | Officiel, présent sur le site internet de la commune. |